# Tadao Takayama
Tadao Takayama, född 24 juni 1904 i Tokyo prefektur, Japan, död 1 juli 1980, var en japansk fotbollsspelare.